# Carlo Boller
Pour les articles homonymes, voir Boller.
 (avril 2012).
Si vous disposez d'ouvrages ou d'articles de référence ou si vous connaissez des sites web de qualité traitant du thème abordé ici, merci de compléter l'article en donnant les références utiles à sa vérifiabilité et en les liant à la section « Notes et références ».
 (juin 2016).
Carlo Boller, né Charles-Henri Boller à Menton le 4 mai 1896 et mort le 23 janvier 1952 à Lausanne, est un chef de chœur, chef d'orchestre, harmonisateur et compositeur suisse italien.

## Biographie
Fils de Jean-Henri Boller et de Rose-Marie née Grande d’origine italienne, Carlo Boller est né à Menton, sur la Riviera française, le 4 mai 1896. Son père exerçait la profession de tailleur-coupeur et passait la plus grande partie de sa vie professionnelle entre Menton, l’hiver, et Montreux l’été. Les Boller sont originaires de Pfäffikon dans l’Oberland du canton de Zurich où une famille de ce nom est déjà citée en 1423.
Dès son plus jeune âge Carlo Boller étudie le violon avec Ladislas Gorki, virtuose d'origine polonaise qui lui donne son surnom de Carlo. Plus tard il sera placé sous le patronage de l'abbé Bernard Kolly, ami des arts et compagnon de l'abbé Joseph Bovet. À seize ans, Carlo Boller joue comme soliste à Montreux avec l'orchestre du Kursaal et le 8 août 1920 il interprète encore une chaconne de Bach à l’occasion de l’inauguration des orgues de l’église paroissiale du Châtelard où fut créé « Dismas » de l’abbé Bovet. On peut rappeler aussi un récital avec la pianiste Clara Haskil à Neuchâtel en 1922 de même que sa collaboration avec le quatuor de Ribaupierre composé dans la formation initiale (1917-1924) d’André et d’Emile de Ribaupierre, violons, Carlo Boller, alto et Jean Décosterd, violoncelle. Il part pour Paris afin d'y poursuivre ses études mais, victime d'une crampe du petit doigt de la main gauche (la « crampe du violoniste » connue maintenant sous le nom de "dystonie focale"), il doit renoncer à sa carrière de violoniste.
En 1927, avec l'aide de Gustave Daumas, Marc de Ranse et Paul Doncœur, il publie la première version du recueil de chant populaire Roland.
Carlo Boller trouve alors sa nouvelle orientation à la Schola Cantorum de Paris, où il reçoit l'influence de Vincent d'Indy. Il persévère dans le domaine musical pour devenir chef d'orchestre (premier prix en 1928, diplôme en 1932) avec un intérêt accru pour la chanson populaire. En 1926, toujours à Paris, Carlo Boller fait la connaissance de son épouse, alors étudiante, Erminia Martini, née à Crémone dont il aura cinq enfants: Jean-Marie, Françoise, Marie-Noëlle, Rose-Marie et François. Le mariage est célébré à Châtel-Saint-Denis le 29 décembre 1928.
De retour en Suisse, Carlo Boller s'installe à Vevey, où il dirige plusieurs chœurs et groupes vaudois et fribourgeois. Il reprend de l'abbé Léon Sesti la direction du chœur de femme de Nyon, "les Chanteuses de la Colombière", qu'il dirigea jusqu'après la guerre et avec lequel il grava ses premiers disques. La même année, le "Groupe choral de Gruyères" fait appel à lui pour le diriger, ainsi que le Quatuor vocal des routiers de Châtel-Saint-Denis. De 1933 à 1939, il est à la tête du "Chœur mixte du corps enseignant de Vevey-Montreux" où ses qualités pédagogiques sont très appréciées. De 1932 à 1952, il dirige l'"Union chorale de La Tour-de-Peilz". En 1935 il s'installe à la villa Sainte-Claire à Montreux. De 1934 à 1952, Boller dirige le "Chœur mixte de Bulle" qu'il marque de sa puissance de travail et de son rayonnement personnel. C'est avec cet ensemble auquel se joignait parfois l'Orchestre de la Ville de Bulle qu'il crée la "Pastorale gruyérienne". Avec cette chorale bulloise, il présente aussi plusieurs œuvres classiques de Bach, de Haydn et de Gluck, notamment "Orphée et Eurydice". En 1935, il succède à Alexandre Dénéréaz au pupitre du "Chœur d'hommes de Lausanne". En 1936, il reprend le "Chœur des Alpes de Montreux". En 1937, il fonde la "Chanson vaudoise" avec laquelle il se déplace souvent à l'étranger. En 1939, il fonde la remarquable "Chanson de Montreux", société qui très vite atteint à la célébrité en Suisse et à l'étranger. Cette même année 1939, Boller rassemble un grand chœur pour l'exposition nationale de Zurich. De 1942 à 1952, Boller attache son nom à la ville de Neuchâtel en dirigeant le chœur d'hommes "l'Orphéon" et au village de Corcelles (NE) où il constitue un petit chœur d'enfants pour lequel il écrit le ravissant "Petit chaperon rouge". En terre valaisanne, il dirige le "Petit chœur des Mayens de Sion". En 1951, Boller regroupe le "Chœur mixte de Bulle" et l'"Union chorale de la Tour-de-Peilz" pour monter le "Chant de la Cloche" de Vincent d'Indy qu'il dirige à Menton à la tête de l'orchestre Nice-Côte d'Azur. Ce concert mémorable marque le centenaire de la naissance de d'Indy. Rappelons que Boller a également préparé les chœurs pour le "Saint François d'Assise" (1949) d'Arthur Honegger et le "Barba Garibo" (1949-1950) de Darius Milhaud.
Les œuvres musicales qui ont contribué à la réputation de Carlo Boller sont surtout ses "festivals". En 1935 il compose "Images de mon pays" oratorio populaire pour soprano et baryton solo, récitant, chœur mixte et orchestre. En 1938, Carlo Boller dirige "Hadès et Coré", sur un texte de René-Louis Piachaud, son poème chorégraphique pour chœur, soli, récitant et orchestre. La partie chorégraphique est assurée par Alexandre et Clotilde Sakharoff. Cet oratorio fut représenté le 1, 2 et 3 juillet 1938 à la Fête des Narcisses de Montreux.
En 1939, Boller achève la partition de son célèbre jeu musical, Pays du lac, sur un texte de Maurice Budry. Cette pièce en forme d’oratorio profane, fut créée lors de l’inauguration de la Salle des Remparts à la Tour-de-Peilz. Lorsque le compositeur signa cette suite chorale, il avait 43 ans, elle connut un vif succès.
L’un des festivals également très populaire de Carlo Boller est sans doute La Pastorale gruérienne une suite de chansons et de rondes qu’il a dédiées à son ami Bernard Kolly. Cette œuvre fut donnée à l’occasion de la Fête cantonale fribourgeoise des costumes à Bulle en 1946 avec le Chœur mixte de cette ville qu’il dirigeait. Ce texte marque le début de sa collaboration avec le parolier Fernand Ruffieux. À mentionner aussi les partitions de Pauvre Jacques créé à l'occasion du tir cantonal fribourgeois et qui sera représenté au théâtre en 1947.
Carlo Boller est également un harmonisateur fécond. Il arrange pour chœurs mixtes des chansons populaires et mélodies de Bretagne, de Bourgogne, de Catalogne, de Charente, de Flandres, de Lorraine, de Provence, de toute l'Europe et même d'Amérique (negro spiritual). Au total, son catalogue, édité par la Bibliothèque cantonale et universitaire de Lausanne en 1988, rassemble plus de 400 compositions.
Carlo Boller est probablement l'un des derniers chantres de la Suisse romande. Continuateur de l'abbé Joseph Bovet et d'Émile Jaques-Dalcroze, il a mis en musique avec talent et simplicité des textes sur la famille, sur le milieu pastoral et les traditions campagnardes, les fêtes religieuses et des métiers depuis disparus (le crieur public, la fileuse, le chevrier, etc). Il laisse l'image d'un homme courtois qui a marqué de sa présence aristocratique la vie chorale des cantons de Fribourg et de Vaud. Son rayonnement marquera particulièrement le Chœur-Mixte de Bulle qu'il dirige jusqu'à sa mort, le 23 janvier 1952, à la suite d'une intervention chirurgicale. Il a 56 ans. À son service funèbre, présidé par l'abbé Louis Grillet, curé de Montreux, plus de 600 chanteurs viennent lui rendre hommage et chantent Nostalgie sous la direction de Carlo Hemmerling. Carlo Boller repose au cimetière de Clarens.

### Sources
- Dictionnaire des musiciens suisses, Zurich, Atlantis Verlag, 1964, p. 57
- « Carlo Boller », sur fattore.com
- Jean-Louis Matthey, Inventaire du fonds musical Carlo Boller, Lausanne, Bibliothèque cantonale et universitaire, 1988, 135 p. (ISBN 2888880288, lire en ligne)